# Памятник первым комсомольцам Нижнего Тагила
Памятник первым комсомольцам Нижнего Тагила установлен на Площади Молодёжи на проспекте Ленина в Ленинском районе города.

## История
Памятник первым комсомольцам представляет собой фигуры юноши в будённовке и девушки в шинелях и с винтовками за спиной. Они глядят в противоположные стороны, держатся за руки, изображены в динамике и олицетворяют собой молодость страны и героев-комсомольцев, готовых защищать свою Родину.
Памятник выполнен из металла и установлен на небольшом постаменте. Его автором выступил скульптор-монументалист, Член Союза художников с 1982 г. Анатолий Глебович Неверов. Торжественное открытие скульптурной композиции прошло 29 октября 1981 г. В 2006, 2008 гг. памятник прошёл ремонтно-восстановительные работы.
Тагильчане прозвали памятник «Ромео и Джульеттой». Он был признан памятником монументального искусства местного значения. Каждый год в день рождения ВЛКСМ праздничная процессия, которую возглавляют первые лица администрации Нижнего Тагила, к памятнику возлагает цветы.